# Con bò cười
Con bò cười (tiếng Pháp: La Vache qui rit) là một thương hiệu sản phẩm phô mai của hãng sản xuất phô mai Groupe Bel của Pháp, cũng là tên của sản phẩm phổ biến nhất của hãng này. Sản phẩm này được làm từ sữa chứa nhiều calci, vitamin, phosphor bổ dưỡng cho cơ thể. Phô mai Con bò cười có thể nấu được với cháo, trét một lớp mỏng trên bánh mì hoặc ăn với trái cây như chuối, dâu tây.

## Xuất xứ
Phô mai Con bò cười là sản phẩm của Pháp. Sản phẩm do Fromageries Bel, Pháp sản xuất vào những năm cuối thế kỷ 19-20.

## Tác dụng
Phô mai là bữa ăn nhẹ dinh dưỡng khi dùng kèm bánh mì hoặc trái cây, với công thức calcivit giàu calci, có thêm Vitamin D. Phô mai rất tốt cho sức khỏe và được khuyến cáo sử dụng hằng ngày.

## Thành phần dinh dưỡng
| Thành phần dinh dưỡng trong 100g |                                                                       |
| Năng lượng                       | 1250 kJ hoặc 303 Kcal                                                 |
| Protein                          | 9g                                                                    |
| Cacbohydrat                      | 6g                                                                    |
| Chất béo                         | 20g                                                                   |
| Calci                            | 600 mg - 75% của khẩu phần dinh dưỡng hàng ngày được khuyến cáo (RDA) |
| -------------------------------- | --------------------------------------------------------------------- |